# Panaché

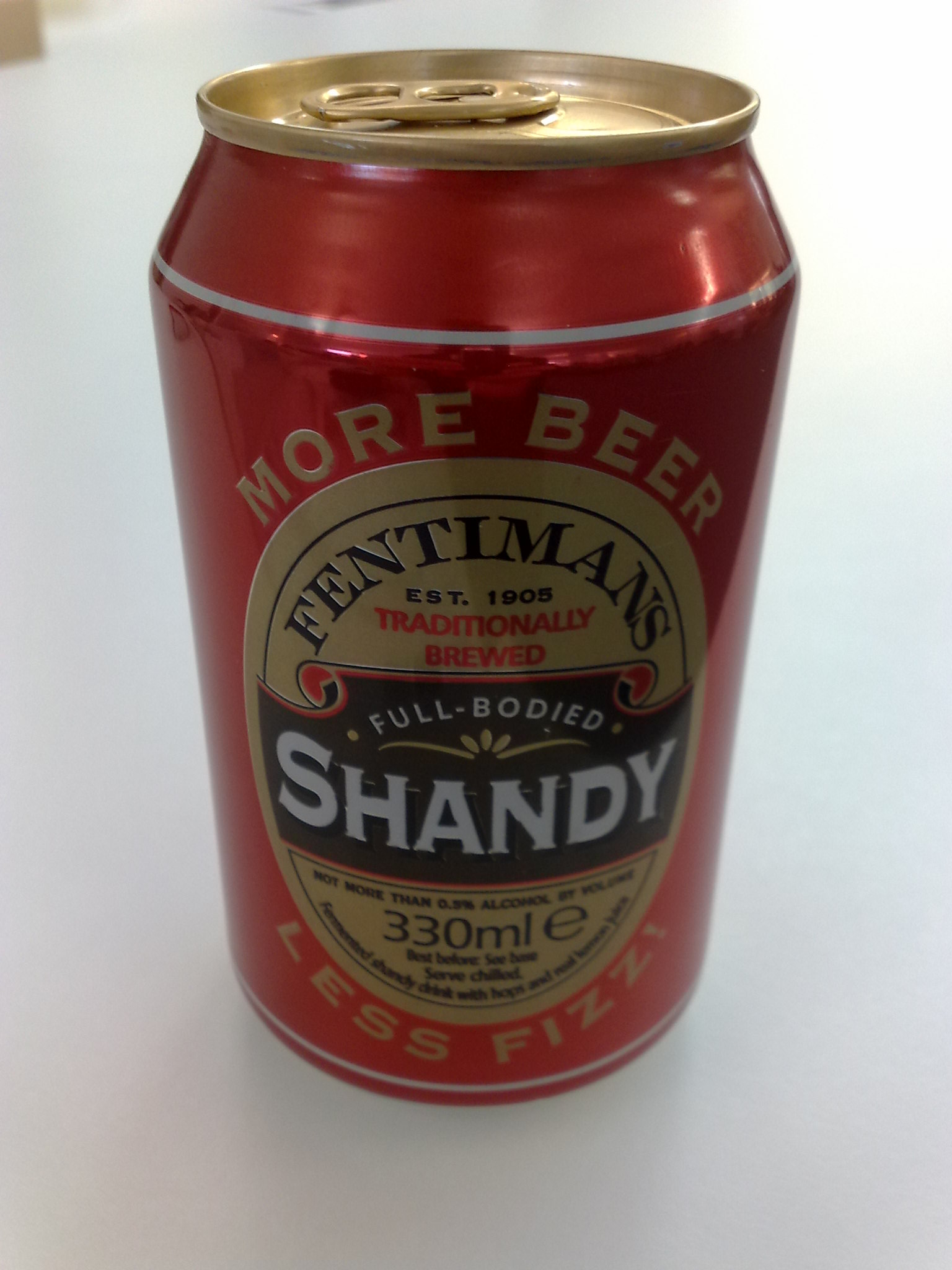
Bière « Shandy ».

Un panaché est un mélange de bière et de limonade (ou ginger beer, ginger ale) en proportion variable. 
En France, le taux maximum d'alcool en volume autorisé est de 1,2 %, sinon on tombe dans la catégorie des prémix. 
En Allemagne du Sud ou en Autriche, ce type de boisson est appelé Radler (en allemand :  « cycliste »), au Nord Alster ou Alsterwasser (« eau de l’Alster ») — d'après une rivière et lac artificiel de Hambourg — et possède un taux d’alcool d’environ 2,5 %. À Berlin et dans le Brandebourg, un panaché contenant de la Fassbrause est appelé Gespritztes. En catalan, il est appelé xampu (« shampooing ») ou clara en Espagne.  En anglais, il est appelé shandy, ou shandygaff (le même mot est couramment utilisé au Québec et dans le Canada français).
En Belgique, on appelle souvent « panaché » un mélange de bière Lambic avec une autre bière, de la Gueuze par exemple : on parle alors d'un  « panaché Gueuze ».
La boisson Panach' a été créée en 1979.